# 華爾 (北歐神話)
華爾，（Vár，Var）北歐神話中的女神，掌管誓言。她是女神弗麗嘉（Frigg）的侍女之一。一般皆認為，這些低階女神都是她部份性格的化身。她是名字是「誓約」的意思，不論諸神、巨人等凡是發誓時都會呼喊華爾之名，尤其是男女之間的婚姻誓約。若違反以她之名立下的誓言，就會被華爾報復。